# Sparganothina inbiana
Espèce
Sparganothina inbiana est une espèce de papillons de nuit de la famille des Tortricidae.

## Répartition et habitat
Sparganothina inbiana est décrite du Costa Rica.

## Taxinomie
L'espèce Sparganothina inbiana est décrite par Bernard Landry en 2001.